# Francesco Brioschi
Francesco Brioschi, född den 22 december 1825 i Milano, död den 13 december 1897, var en italiensk matematiker.
Brioschi blev 1852 professor i rationell mekanik, differentialkalkyl och geodesi vid  universitetet i Padua. Han var 1862 generalsekreterare vid undervisningsministeriet i Turin, och organiserade samma år en teknisk högskola i Milano, vid vilken han sedan dess var föreståndare och professor i hydraulik. År 1865 utnämndes han till senator. Han kallades 1880 till korresponderande ledamot av Institut de France och var sedan 1884 president i Vetenskapsakademien i Rom. År 1897 blev han ledamot av svenska Vetenskapsakademien. 
Brioschi lämnade bidrag till de flesta av matematikens discipliner. Mest kända var nog hans undersökningar över femtegradsekvationer, hans studier av invarianter och kovarianter och i allmänhet hans algebraiska arbeten, som visade en stor förmåga att övervinna svårigheter, som komplicerade räkningar erbjuder. Brioschi skrev en lärobok i determinantteori.

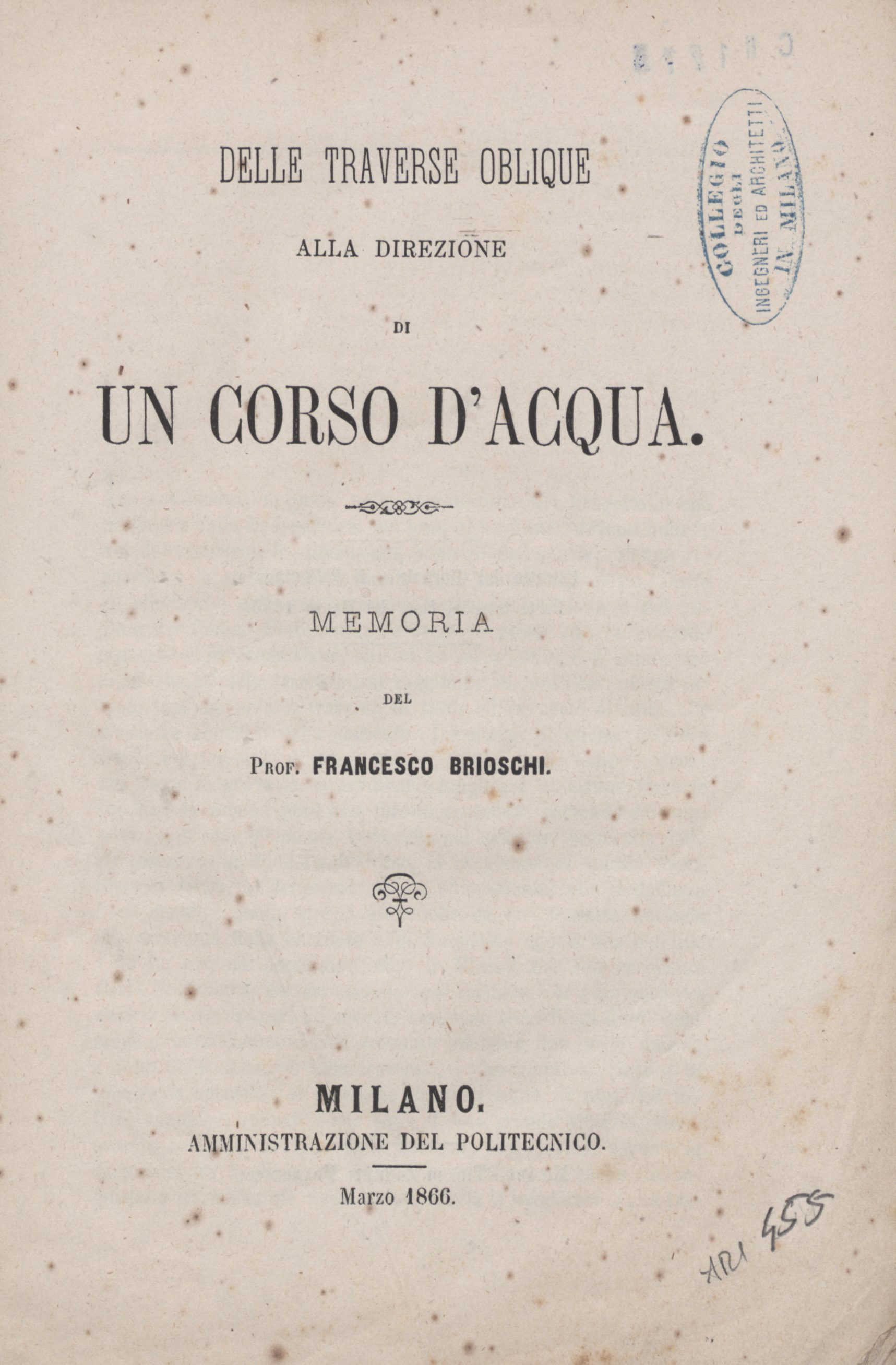
Delle traverse oblique alla direzione di un corso d'acqua (1866)